# Diplognatha subaenea
Diplognatha subaenea är en skalbaggsart som beskrevs av Duvivier 1891. Diplognatha subaenea ingår i släktet Diplognatha och familjen Cetoniidae. Inga underarter finns listade i Catalogue of Life.